# Sea Keong Loh
Sea Keong Loh (chinesisch 羅熙強 / 罗熙强, Pinyin Luó Xīqiáng, Jyutping Lo4 Hei1 Koeng4, Pe̍h-ōe-jī Lô Hi-kiông; * 2. November 1986) ist ein malaysischer Radsportler.

## Sportliche Laufbahn
Sea Keong Loh begann seine Karriere 2006 bei dem chinesischen Continental Team Marco Polo Cycling Team. In seinem zweiten Jahr dort wurde er einmal Etappensiebter bei der Tour de Langkawi und beim Memorial Battle of Crete wurde er bei einem Teil Zweiter. 2008 sowie 2013 entschied Sea Keong Loh jeweils eine Etappe der Tour of Thailand für sich. 2012 belegte er in der Gesamtwertung der Tour of the Philippines Platz zwei. Im Jahr darauf gewann er die Gesamtwertung der Jelajah Malaysia sowie eine Etappe der Tour de Singkarak. Bei den Südostasienspielen 2013 errang er Bronze im Scratch auf der Bahn, im Straßenrennen belegte er Platz vier. 

## Erfolge

### Straße
2008
- eine Etappe Tour of Thailand

2013
- eine Etappe Tour of Thailand
- eine Etappe Tour de Singkarak
- Gesamtwertung Jelajah Malaysia

### Bahn
2013
- Südostasienspiele - Scratch

## Teams
- 2006 Marco Polo Cycling Team
- 2007 Discovery Channel-Marco Polo
- 2008 Trek-Marco Polo
- 2009 Trek-Marco Polo
- 2010 Marco Polo Cycling Team
- 2011 Marco Polo Cycling Team
- 2012 OCBC Singapore Continental Cycling Team
- 2013 OCBC Singapore Continental Cycling Team
- 2014 Team Giant-Shimano
- 2015 SEG Racing 1
- 2017 Thailand Continental Cycling Team
- 2018 Thailand Continental Cycling Team
- 2019 Thailand Continental Cycling Team